# Józef Bilczewski

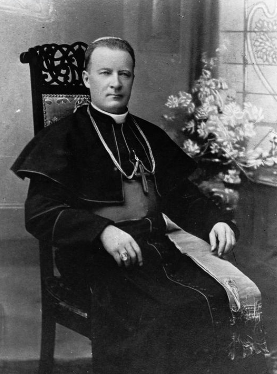
Józef Bilczewski

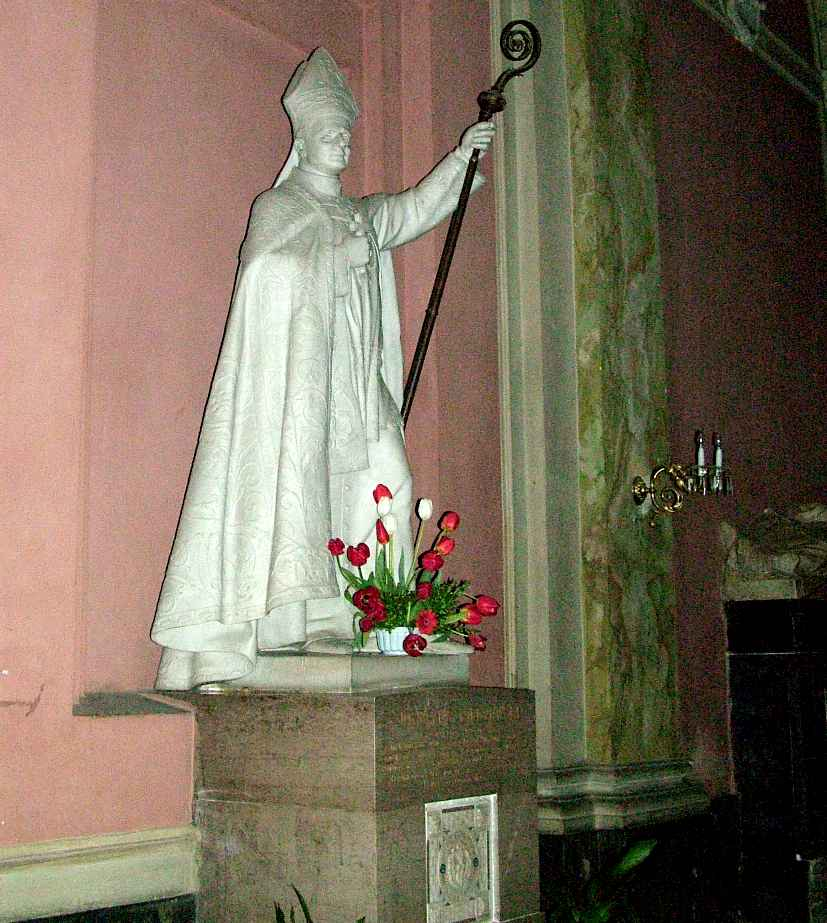
Statue in der Lateinischen Kathedrale, Lwiw

Józef Bilczewski (* 26. April 1860 in Wilamowice, Galizien; † 20. März 1923 in Lwiw (Lemberg)) war Erzbischof von Lemberg. Er ist ein Heiliger der römisch-katholischen Kirche.

## Leben
Joseph Bilczewski studierte Theologie an der Lemberger Johann-Kasimir-Universität. Am 6. Juli 1884 empfing er durch Albin Kardinal Dunajewski in Krakau die Priesterweihe. 1886 wurde er an der Universität Wien promoviert. Nach Studienaufenthalten in Paris und am Päpstlichen Polnischen Kolleg in Rom habilitierte er sich 1890 an der Jagiellonen-Universität in Krakau.
1890 wurde Józef Bilczewski Professor für Dogmatik an der Johann Casimir Universität Lemberg, später auch Dekan der katholischen Fakultät und Rektor der Universität. Auf Initiative von Kaiser Franz Joseph I. wurde er 1900 von Papst Leo XIII. zum Bischof von Lemberg ernannt. Die Bischofsweihe am 20. Januar 1901 spendete ihm der Bischof von Krakau, Jan Puzyna de Kosielsko; Mitkonsekratoren waren Andrej Scheptyzkyj OSBM, Metropolit von Lemberg der Ukrainer, und Józef Sebastian Pelczar, Bischof von Przemyśl.
Von 1900 bis 1914 war Bilczewski Abgeordneter des galizischen Landtages. Ab 1901 war er zudem Mitglied des österreichischen Herrenhauses. Ebenfalls 1901 wurde er Mitglied der Katholischen Deutschen Studentenverbindung Frankonia-Czernowitz im CV.
Bilczewski engagierte sich im Ersten Weltkrieg sowie in den 1920er Jahren für die Bevölkerung, als es zu bürgerkriegsähnlichen Auseinandersetzungen zwischen Ukrainern, Polen und Einheiten der Roten Armee kam. Bei den Streitigkeiten verloren über 100 katholische Geistliche in der Erzdiözese Lemberg ihr Leben. Unter Einsatz seines eigenen Lebens hatte Erzbischof Bilczewski verhindert, dass es zu weiteren Opfern unter dem katholischen Klerus kam. Er starb 1923 in Lwiw und wurde dort auf dem Janiwskyj-Friedhof bestattet.
Bilczewski wurde am 26. Juni 2001 von Papst Johannes Paul II. bei seinem Besuch in der Ukraine seliggesprochen. Am 23. Oktober 2005 folgte die Heiligsprechung durch Papst Benedikt XVI. in Rom.